# سعید رضوانی
سعید رضوانی (متولد ۱۳۴۷) ادب‌پژوه و شاعر و مترجم ایرانی و استادیار گروه زبان و ادبیات آلمانی در دانشگاه شهید بهشتی است.

## زندگی
در سال ۱۳۴۷ در تهران به دنیا آمد و در سال ۱۹۸۸ میلادی برای ادامه تحصیل، به آلمان رفت. دوره کارشناسی ارشد را در رشته فلسفه و دوره دکتری را در رشته ایران‌شناسی گذراند. رساله دکترای او با عنوان شعر مدرن فارسی: پژوهشی تحلیلی به زبان آلمانی نوشته و به صورت کتاب در آلمان منتشر شد.
رضوانی از سال ۱۳۸۹ در دانشگاه شهید بهشتی به تدریس زبان و ادبیات آلمانی مشغول است. او همچنین طی سال‌های ۱۳۹۳ تا ۱۳۹۷ بررسی، طبقه‌بندی و انتشار دست‌نوشته‌های نیما یوشیج (محفوظ در فرهنگستان زبان و ادب فارسی) را بر عهده داشت. او دو مجموعه از اشعار منتشرنشدهٔ نیما را با عناوین صد سالِ دگر و نوای کاروان منتشر کرده است. در انتشار مجموعهٔ اول مهدی علیائی مقدم با رضوانی همکاری کرده است. رضوانی در مجموعهٔ نوای کاروان برای نخستین بار نمونه‌ای بی‌وزن از اشعار نیما یوشیج را با عنوان «تو با منی» به‌دست داده است. شعر همنام مجموعه («نوای کاروان») نیز ترکیبی از شعر کلاسیک، شعر بی‌وزن و شعر نیمایی است. رضوانی از مؤلفان دانشنامۀ ایرانیکا و از داوران جایزۀ ابوالحسن نجفی بوده است.

## نقد و نظر
عیسی امن‌خانی (استادیار دانشگاه گلستان) دربارهٔ کتاب بنیانگذاران نقد ادبی جدید در ایران اثر سعید رضوانی می‌نویسد: «از میان نویسندگان کتاب‌های تاریخ نقد ادبی در دورهٔ معاصر، انتخاب‌های رضوانی به نظر عاری از ایراد است.» او با اشاره به اینکه رضوانی در انتخاب خود از روشِ رایج تاریخ‌نگاران تبعیت کرده، کتاب را به لحاظ انتخاب و گزینش افراد، «مصون از چون و چرا» می‌داند.
امید طبیب‌زاده دربارهٔ کتاب نوای کاروان: دفتر دوم از اشعار منتشرنشدهٔ نیما یوشیج (به تصحیح رضوانی) می‌نویسد: «این کتاب اطلاعات بسیار ارزشمندی را که تا پیش از این هیچ از آن خبر نداشتیم، دربارهٔ نیما و طرز او در اختیار پژوهشگران قرار می‌دهد.»
نقدی بر کتاب شعر مدرن فارسی در نشریهٔ ادبیات خاور میانه منتشر شده است.
سعید فیروزآبادی نیز در نشریه بخارا به معرفی این کتاب پرداخت.

## آثار

### تألیف
- Hafez, die Notwendigkeit der menschlichen Willensentschlüsse und ein Missverständnis, Wiesbaden, 2009.
- Moderne Persische Lyrik: Eine Analytische Untersuchung, Weisbaden, 2007.

- درآمدی بر وزن شعر آلمانی، هرمس، تهران، ۱۳۹۴، شابک:۹۷۸۹۶۴۳۶۳۹۴۰۲.
- اخلاق و زیباشناسی در شعر حافظ، هرمس، تهران، ۱۳۹۳، شابک:۹۷۸۹۶۴۳۶۳۸۵۴۲.
- بنیانگذاران نقد ادبی جدید در ایران، فرهنگستان زبان و ادب فارسی، تهران، ۱۳۹۳، شابک:۹۷۸۶۰۰۶۱۴۳۵۱۴.
- تاریخ‌ادبیات‌نگاری در آلمان، فرهنگستان زبان و ادب فارسی، تهران، ۱۳۸۹.
- در ستایش هیچ، انتشارات نگاه، ۱۳۸۵
- تا کرانهٔ تاریکی، انتشارات نگاه، ۱۳۸۷، شابک: ۹۷۸۹۶۴۳۵۱۴۰۷۵.

### ترجمه
- ایرانشناسی در قلمرو زبان آلمانی: دو گزارش تاریخی، رودیگِر اشمیت و مانفرِد لورِنتس، فرهنگستان زبان و ادب فارسی، تهران، ۱۴۰۲، شابک: ۹۷۸۶۲۲۵۳۰۵۳۰۴.
- نقد صریح: یادداشت‌هایی از مارسِل رَیش-رانیتسکی دربارهٔ ادبیات آلمانی، آگاه، تهران، ۱۴۰۰، شابک: ۹۷۸۹۶۴۴۱۶۴۴۷۷.
- میراث‌داران گوگول: چهار مقاله از توماس مان دربارهٔ ادبیات روسیه، آگاه، تهران، ۱۳۹۷، شابک:۹۷۸۹۶۴۴۱۶۴۰۵۷.
- یادداشت‌هایی دربارهٔ کافکا، تئودور و. آدورنو، آگاه، تهران، ۱۳۹۵، شابک:۹۷۸۹۶۴۴۱۶۳۶۳۰.
- شعرهای هشدار، اریش فرید، انتشارات نیلوفر، تهران، ۱۳۹۲، شابک:۹۷۸۹۶۴۴۴۸۴۸۱۰.

### تصحیح
- صد سالِ دگر: دفتری از اشعار منتشرنشدهٔ نیما یوشیج، به تصحیح سعید رضوانی، مهدی علیائی مقدّم، فرهنگستان زبان و ادب فارسی، تهران، ۱۳۹۶، شابک: ۹۷۸۶۰۰۶۱۴۳۹۴۱.
- نوای کاروان: دفتر دوم از اشعار منتشرنشدهٔ نیما یوشیج، به تصحیح سعید رضوانی، فرهنگستان زبان و ادب فارسی، تهران، ۱۳۹۷، شابک: ۹۷۸۶۰۰۸۷۳۵۲۹۸.